# Trampa infernal
Trampa infernal es una película de slasher mexicana de 1989, dirigida por Pedro Galindo III, y escrita por Santiago Galindo. Está protagonizada por Pedro Fernández, Edith González, Toño Mauri, Charly Valentino y Marisol Santacruz. La historia trata sobre un grupo de jóvenes que pretenden cazar un oso y mientras son acechados por un hombre enmascarado que es veterano de la guerra de Vietnam.

## Argumento
Nacho y Mauricio son dos jóvenes que tienen una gran rivalidad. Mauricio decide proponerle una apuesta a Nacho, consistente en cazar a un oso salvaje que se dice habita en un valle lejano llamado Pico de Caballo. Los dos, acompañados de sus amigos, se dirigen al lugar para ver quién caza primero al animal, pero lo que ignoran es que en ese lugar desolado no encontrarán a un oso salvaje sino a un asesino homicida dispuesto a masacrarlos. 
El maniático veterano de Vietnam planea trampas mortales para ellos, y los cazadores serán los cazados. El asesino es un loco exmilitar de los Estados Unidos llamado Jesse: que aún cree que está en la guerra y buscará eliminarlos uno por uno. La primera en ser eliminada es Viviana, la novia de Mauricio. Es cuando Nacho le advierte a Mauricio que eso no puede ser un oso, pero Mauricio no le cree, pues aun con la muerte de Viviana quiere mantener en pie la apuesta. Cuando se enteran de que es un loco que está dispuesto a asesinarlos, entienden que tienen que matarlo a él primero o abandonar ese lugar cuanto antes. Al día siguiente, tratando de atrapar a Jesse para matarlo, la camioneta en la cual viajaban deja de funcionar. Todos salen corriendo tras él. Carlota queda dentro del vehículo, cuando aparece repentinamente Jesse y la asesina con sus garras, destrozándole todo el cuello. Al escuchar los gritos de la desesperada mujer regresan para ver qué pasa. Cuando ven a Carlota muerta con el cuello desgarrado y envuelto en sangre todos se sorprenden. Ahí es donde Javier le dice a Mauricio que fue un error seguir su juego, y que todo lo que ha pasado es culpa de él. 
Más tarde todos buscan la salida a la carretera y encontrar la casa de Don Jeremías de donde partieron. Afortunadamente, Charly la encuentra y todos sienten un gran alivio pues creen que ya están a salvo y que han perdido a Jesse. Pero, al llegar y encontrar a don Jeremías muerto en un charco de sangre, se dan cuenta de que Jesse se les ha adelantado. Mauricio, preso de la desesperación y el miedo, le pide a Nacho que escapen de ahí cuanto antes. Pero Nacho le contesta que lo mejor que pueden hacer es no salir de ahí, puesto que Jesse los estará esperando afuera de la casa para matarlos, porque es otra de sus trampas. Pero Mauricio sale corriendo sin hacer caso a la advertencia de Nacho. Javier va detrás de él para detenerlo, pero al salir se topan con Jesse que tiene en sus brazos una metralleta, que usa para matarlos con una ráfaga de balazos. Al escuchar los disparos Nacho, Charly y Alejandra se tiran al suelo y Jesse tira los cuerpos de Javier y Mauricio en una barranca. Después desprende un gas que los duerme y se roba a Alejandra para que Nacho salga a su rescate. Al despertar Nacho y Charly se dan cuenta de que el secuestro de Alejandra es otra trampa de Jesse. Al ver un auto estacionado afuera del puesto de Jeremías, Charly piensa en usarlo para pedir ayuda al pueblo más cercano. Nacho se queda a vigilar a Jesse mientras que Charly toma el auto, pero cuando está a punto de acelerar Nacho se da cuenta de que es una trampa, pues al pisar el freno el auto explota con Charly dentro de él. Ahora Nacho tendrá que rescatar a Alejandra él sólo y, cuando lo logra, Jesse aun hace todo lo posible para aniquilarlos. Nacho le tiende una trampa poniéndole una bomba dentro de la casa. Afortunadamente Jesse cae en la trampa y el asesino homicida muere al explotar la bomba. Finalmente Nacho y Alejandra dan un suspiro de alivio y abandonan el lugar.

## Reparto
- Pedro Fernández como Nacho Castillo
- Edith González como Alejandra
- Toño Mauri como Mauricio
- Marisol Santacruz como Carlota Valencia
- Charly Valentino como Charly
- Adriana Vega como Viviana
- Alfredo Gutiérrez como Don Jeremías
- Armando Galván como Javier
- Alberto Mejía Barón como Jesse